# Bruno Parma
Bruno Parma (Lubiana, 30 dicembre 1941) è uno scacchista e giornalista sloveno, fino al 1991 jugoslavo.
Ottenne il titolo di Grande maestro nel 1963 all'età di 22 anni dopo il buon risultato ottenuto nel torneo di Beverwijk.

## Principali risultati
Dopo essere giunto secondo nel 1959 al campionato del mondo Juniores dietro all'argentino Carlos Bielicki, vinse il titolo a L'Aia nel 1961.
Partecipò dal 1962 al 1980 con la squadra jugoslava a otto olimpiadi degli scacchi, vincendo quattro medaglie d'argento e due di bronzo di squadra.
Vinse il campionato sloveno nel 1959 e 1961.
Fu due volte vincitore del torneo di Capodanno di Reggio Emilia, nel 1965/66 e 1970/71.
Altri risultati di rilievo:
- 1963 – 1º a Malaga;
- 1964 – =1°-2° con Andrzej Filipowicz nel Rubinstein Memorial di Polanica-Zdrój;
- 1968 – 1º a Bucarest, 3º nel campionato jugoslavo
- 1969 – 2º-4º a Porto Rico, dietro a Boris Spasskij;
- 1970 – 1º a Sarajevo;
- 1971 – =1º a Netanya;
- 1973 – =1º con Tringov a Vršac, davanti a Wolfgang Uhlmann.

Ha svolto per molto tempo la professione di giornalista.

## Curiosità
Bruno Parma è nipote del compositore sloveno Viktor Parma (1858-1924), il creatore dell'opera lirica e dell'operetta slovena. Possiede due preziosi quaderni fatti da suo padre, Bruno pure lui, con tutte le pagine dei giornali dell'epoca riferiti a tutte le vicende artistiche del nonno, del quale inoltre costituisce lui stesso una notevole fonte di ricordi e aneddoti. Tutto questo materiale sta alla base del libro "Viktor Parma oce slovenske opere" ("Viktor Parma, padre dell'opera slovena") scritto nel 2002 dal musicologo triestino Paolo Petronio, libro del quale Bruno Parma ha scritto la presentazione.